# .pe
.peは国別コードトップレベルドメイン（ccTLD）の一つで、ペルーに割り当てられている。
2007年12月8日から運用が開始され、直接第二レベルドメインからの登録が認められる。

## サブドメイン
第三レベルドメインは、以下のような種別を表す第二レベルの下での登録に限られている。
- edu.pe - ペルーの教育機関
- gob.pe - ペルーの政府機関
- nom.pe - ペルーの個人
- mil.pe - ペルーの軍事機関
- sld.pe - ペルーの保健機関
- org.pe - ペルーの組織
- com.pe - ペルーの商業組織
- net.pe - ペルーのネットワークプロバイダ